# Liste von Persönlichkeiten der Stadt Bergkamen
Die folgende Liste beschäftigt sich mit den Persönlichkeiten der Stadt Bergkamen.

## Bürgermeister und Stadtdirektoren

### Stadtdirektoren
- 1966–1973: Alfred Gleisner (SPD) (1908–1991)

- 1973–1988: Heinrich Brüggemann (SPD) (1930–2020)
- 1989–1998: Roland Schäfer (SPD) (* 1949)

### Bürgermeister
- 1966–1975: Edgar Pech (SPD) (1920–1975)
- 1975–1989: Heinrich Kook (SPD) (1924–2004)
- 1989–1998: Wolfgang Kerak (SPD), (* 1942)
- 1998–2020: Roland Schäfer (SPD) (* 1949)
- seit 2020: Bernd Schäfer (SPD) (* 1966)

#### Ehrenbürgermeister
- Heinrich Kook (1989)
- Wolfgang Kerak (2014)[1]
- Roland Schäfer (2020)[2]

## Ehrenbürger
- 1973: Alfred Gleisner[3][4]

## In Bergkamen geborene Persönlichkeiten
- Ernst von Bodelschwingh (1794–1854) – deutscher Verwaltungsjurist, preußischer Innen-, Kabinetts- und StaatsministerErnst von Bodelschwingh (1794–1854), deutscher Verwaltungsjurist und preußischer Staatsminister.

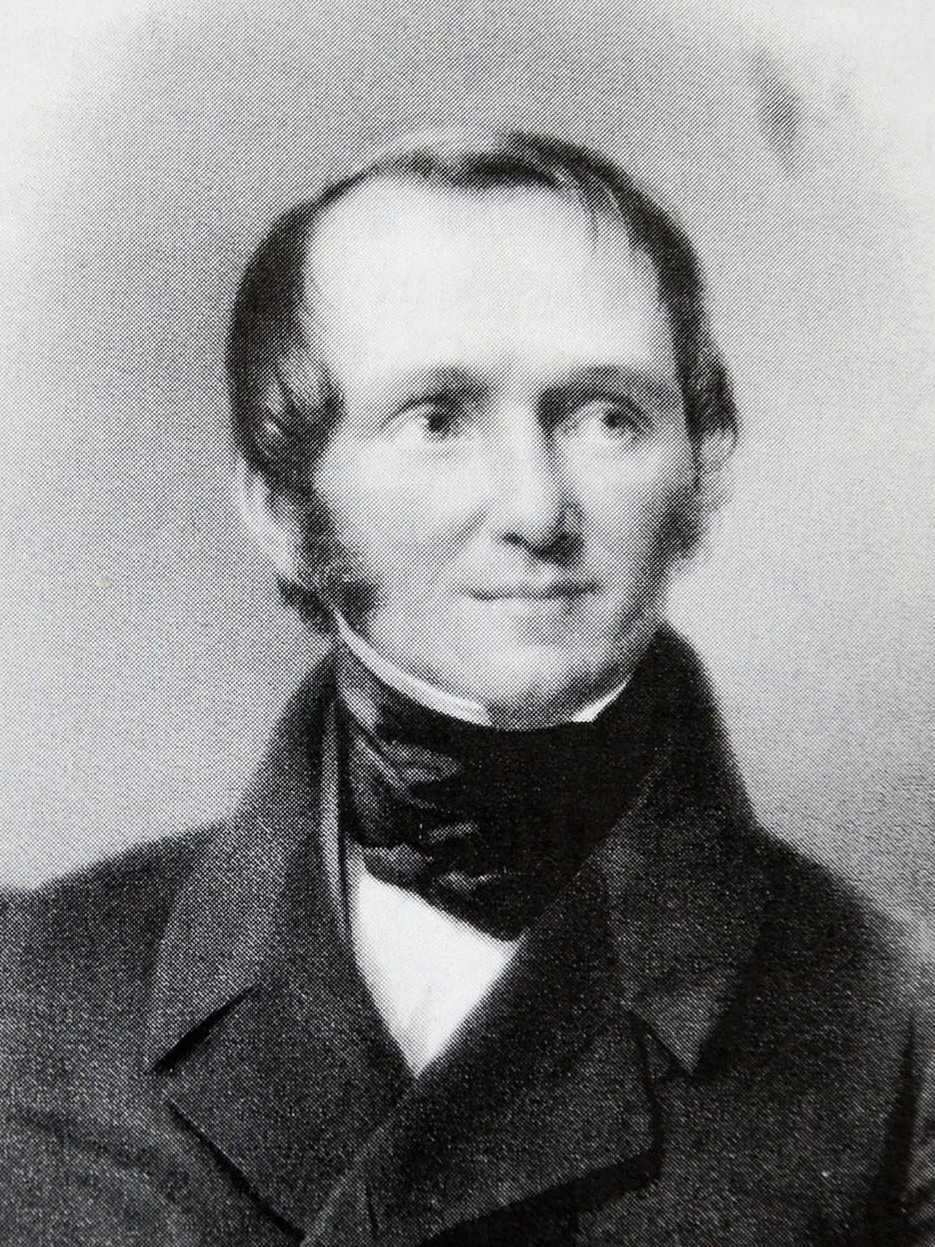
Ernst von Bodelschwingh (1794–1854), deutscher Verwaltungsjurist und preußischer Staatsminister.

- Carl Friedrich Koepe (1835–1922), deutscher Pionier der Bergbautechnik
- Wilhelm Löbbe (1890–1950), deutscher Konstrukteur, Erfinder und Manager
- Hans F. Sennholz (1922–2007), Volkswirtschaftler
- Wolfgang Fräger (1923–1983), Maler, Grafiker und Bildhauer
- Johannes Wessels (1923–2005), deutscher Jurist und Hochschullehrer
- Eugen Drewermann (* 1940), Theologe, Kirchenkritiker, Bestseller-Autor und Redner
- Monika Brandmeier (* 1959), Künstlerin
- Konrad Ott (* 1959), Philosoph und Ethiker
- Rüdiger Weiß (* 1960), deutscher Politiker, MdL für Bergkamen von 2010 bis 2021
- Giesbert Damaschke (* 1961), Germanist und Publizist
- Stephan Geisler (* 1968), Maler und Grafiker

## Mit Bergkamen verbundene Persönlichkeiten

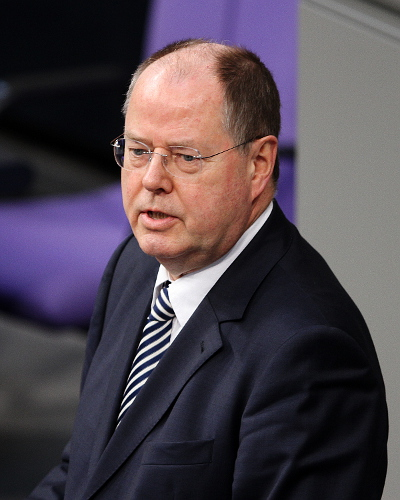
Peer Steinbrück (* 1947), deutscher Politiker und von 2000 bis 2005 für Bergkamen im Landtag von Nordrhein-Westfalen.

- Carl von Bodelschwingh (1800–1873), deutscher Verwaltungsjurist und preußischer Finanzminister
- Otto Prein (1867–1945), evangelischer Theologe, Pfarrer und Frühgeschichtsforscher, Entdecker des Römerlagers in Oberaden
- Paul Prinzler (1899–1963), deutscher Politiker (SPD), Amtsbürgermeister des Amtes Pelkum, Bürgermeister der Altgemeinde Rünthe
- Ernst von Bodelschwingh (1906–1993) – deutscher Politiker (MdB, CDU)
- Alfred Gleisner (1908–1991), deutscher Politiker, erster Stadtdirektor der Stadt Bergkamen
- Fritz Holthoff (1915–2006), deutscher Politiker, ehemaliger Kultusminister NRW (SPD), vorher Lehrer an der Volksschule in Rünthe
- Jürgen Girgensohn (1924–2007), deutscher Politiker, ehemaliger Kultusminister NRW (SPD), vorher Lehrer an der Realschule Oberaden
- Peter Gabriel (* 1928), deutscher Schriftsteller
- Hans Henning Claer (1931–2002), Schriftsteller
- Kurt Piehl (1928–2001), Schriftsteller und Edelweißpirat
- Fritz Nöpel (1935–2020), Karate Großmeister des Yuishinkan und höchstgraduierter DAN Träger innerhalb des DKV
- Dieter Treeck (* 1936), Schriftsteller und Lyriker, Kulturdezernent der Stadt Bergkamen 1970–1999
- Dietrich Schwanitz (1940–2004), Bestseller-Autor, in Rünthe aufgewachsen
- Klaus Matthiesen (1941–1998), deutscher Politiker, MdL für Bergkamen 1985–1998
- Kurt Neumann (* 1947), deutscher Schachspieler, lebt in Bergkamen
- Peer Steinbrück (* 1947), deutscher Politiker, MdL für Bergkamen 2000–2005
- Heinrich Peuckmann (1949–2023), deutscher Schriftsteller, Lehrer am städtischen Gymnasium Bergkamen
- Friedrich Ostendorff (* 1953), Landwirt und Politiker (Bündnis 90/Die Grünen), MdB
- Norbert Runge (* 1956), ehemaliger deutscher Fußballspieler
- Ludger Brümmer (* 1958), Komponist, ehemaliger Schüler des städtischen Gymnasiums Bergkamen
- Levent Aktoprak (* 1959), Schriftsteller, Hörfunk- und Fernsehjournalist
- Martin Eimer (* 1959), deutsch-britischer Neuropsychologe und Hochschullehrer
- Heiko Antoniewicz (* 1965), deutscher Koch
- Martina Eickhoff (* 1966), Politikerin (SPD), ehemalige Bundestagsabgeordnete
- Frauke Petry (* 1975), deutsche Unternehmerin und Politikerin (AfD, Die Blauen, parteilos), lebte in Bergkamen und ging dort zur Schule
- Lucas Liß (* 1992), deutscher Radrennfahrer und Weltmeister, lebt in Bergkamen